# Annerstad
Annerstad är kyrkby i Annerstads socken i Ljungby kommun i Kronobergs län belägen strax norr om riksväg 25 och Bolmån öster om dess utlopp ur Bolmen. 

## Annerstads sockencentrum
I byn ligger Annerstads kyrka. Kyrkan i  Annerstad nämns första gången 1371. Den medeltida kyrkan revs i början av 1800-talet och den nya kyrkan kom till. Nuvarande kyrka är uppförd 1823 i nyklassicistisk stil. De så kallade Kyrkbodarna byggdes 1922 och ersatte kyrkstallarna. Sockenstugan kom till på 1860-talet och är byggd i den stil som småländsk allmoge omfattade vid 1800-talets mitt. Nya prästgården byggdes 1936 och ersatte  en prästgård från 1600-talet.
Prästgården i Annerstad bytte ägare 2019. Idag drivs en butik inspirerad av den gamla lanthandel och en turistverksamhet på gården.
Annerstads by delas av Bolmån men delarna är sammanknutna av en bro. Sockencentrum ligger på Bolmåns södra sida. Terrängen är flack men kyrkan ligger lite högre. Bebyggelsen är relativt tät och omges av hagmarker och åkrar. Ny bebyggelse på orten är ett äldreboende som sedan fått ändrad användning. Mot nordöst ligger Hästasjömyren som har status som Natura 2000-område.
Annerstads sockencentrum ger en bra bild av sambandet mellan det lokala kyrkligt präglade området och av administrativa funktioner i kommunen, Båda delarna representeras av  byggnader.  Kommunikation med omvärlden speglas i en vägkorsning  men också av forna vattenvägen Bolmån. Byggnaderna är traditionella  träbyggnader och målade i faluröd eller ljusa oljefärger.
I Ljungbys kulturmiljöprogrammet utpekas Annerstad sockencentrum som särskilt värdefullt område.

### Annerstads kyrkskola
Den så kallade kyrkskolan är byggd 1868. Det är Annerstads äldsta fasta skolbyggnad. Byggnaden var skola till 1965. Byggnaden inrymde då skolsal, kommunens sammanträdeslokal och dessutom lärarbostad.
På 1970-talet förvärvades byggnaden av församlingen från Ljungby kommun och blev sedan församlingshem. Ovanvåningen har lokaler för verksamhet samt ett kök och toalett. Köket har en mathiss till bottenvåningen. Nedervåningen är inredd med kapprum, toaletter och stor samlingssal och ytterligare ett rum. Samlingssalen kan ta emot 60 personer. Lokaler går att hyra.

### Annerstads Hembygdsförening
Föreningen bildades den 31 mars 1954. Arne Juhlin studerade och gjorde uppteckningar om torp- och backstugor och hans intrresse blev en  studiecirkel, varefter kyrkoherde Einar Pettersson föreslog en hembygdsafton och då blev föreningen till.
Föreningens första hus kom från Romborna. Man tog också hand om en övergiven ladugård från byn Skäckarp och dessutom  tog föreningen över en gammal torvlada från Björkeberg. 1964 till 1976 diskuterades Kanarps komministerboställe och hembygdsföreningen ville behålla gården i hemförsamlingen men det gick om intet och istället flyttades gården till Nordiska folkhögskolan i Kungälv. En kompensation var Lillstugan från Kanarp som kom till hembygdsgården 1991. Denna byggnad är sedan dess centrum för hembygdsföreningens verksamhet.
Hembygdsföreningen är verksam med studiecirklar, föredrag, torp- och byvandringar, midsommarfester, slåttergillen med mera. Föreningen har gjort en inventering av gravstenar på gamla kyrkogården. Många torp- och undantagskontrakt har dokumenterats. Föreningen har också ett bildarkiv och tidningsurklippp sedan tidigt1980-tal. Föreningen har också gett ut flera hembygdsböcker.

### Vårblommans föräldrakooperativ
Förskolan är ett föräldrakoorperativ startat 1989 som driver förskola med fritidshem. Förskolan ligger i Annerstad och upptagningsområde är mestadels västra Ljungby kommun. Förskolan lagar all mat på skolan.